# Francis Drake (diplomata)
Francis Drake (Inglaterra, 1764 – 1821), de Yardbury e Wells, filho do Rev. Francis Drake, foi um diplomata britânico, com posições em Gênova e Munique durante as Guerras Napoleónicas.